# Europese kampioenschappen kyokushin karate 1995 (IFK)
De Europese kampioenschappen karate 1995 waren door de International Federation of Karate (IFK) georganiseerde kampioenschappen voor kyokushinkai karateka's. De eerste editie van de Europese kampioenschappen vond plaats in het Welshe Cardiff.

## Resultaten
| Gewichtsklasse | Goud              | Zilver                | Brons                            |
| Heren          | Heren             | Heren                 | Heren                            |
| -------------- | ----------------- | --------------------- | -------------------------------- |
| Lichtgewicht   | Piotr Szeligowski | Yevgeniy Krivonozhkin | Rene Stigter                     |
| Middengewicht  | Alexander Chudov  | Cesar Rufo            | Andrey Pashuk                    |
| Zwaargewicht   | Felix Ntumazah    | Colm Daley            | Sem Schilt                       |
| Dames          |                   |                       |                                  |
| Lichtgewicht   | Clara Apokoma     | Gitta Kondorosi       | Marina Samartseva Sarah Reeves   |
| Zwaargewicht   | Paula Long        | Andrea Conolly        | Manuela Angstmann Irina Denisova |